# Lew Rockwell
Llewellyn H. Rockwell, Jr. (ur. 1 lipca 1944 w Bostonie) – znany jako Lew Rockwell, amerykański publicysta, teoretyk libertarianizmu i zwolennik szkoły austriackiej w ekonomii oraz anarchokapitalista, założyciel i prezes Ludwig von Mises Institute, rzymski katolik.

## Życiorys
Początkowo był protegowanym konserwatysty Neila McCaffreya i pracował jako starszy redaktor w Arlington House Publishers. Następnie rozpoczął działalność redaktorską w "Private Practice", gdzie pisał o zastosowaniu spostrzeżeń austriaków w zarządzaniu służbą zdrowia. Wkrótce został wieloletnim współpracownikiem Rona Paula, a także konsultantem podczas jego kampanii prezydenckiej w 1988 roku.
W 1982 roku założył Ludwig von Mises Institute, którego prezydentem pozostał do lata 2009 roku, kiedy to zmienił funkcję na Prezesa Zarządu. Organizacja stanowiła przeciwwagę dla Instytutu Katona, który skierował się ku łagodniejszym politycznie, bardziej ugodowym pozycjom. Ruch ten umożliwił Murrayowi Rothbardowi kontynuowanie efektywnej działalności publicystycznej po rozłące z Charlesem Kochem, prezesem CATO Institute. W latach dziewięćdziesiątych Instytut Misesa pod zarządem Rockwella miał siedzibę w budynku obok kampusu Uniwersytetu Auburn, wydawał pięć czasopism (m.in. „Review of Austrian Economics", później zastąpiony przez „Quarterly Journal of Austrian Economics")  oraz oferował rozległe seminaria naukowe. Rockwell pełni rolę „przedsiębiorcy idei" (zgodnie z terminologią spopularyzowaną przez Marcina Chmielowskiego w książce pod tym samym tytułem) jest człowiekiem czynu, energicznym organizatorem z niesłabnącym szacunkiem do nauki, działającym nie tylko w sferze teoretycznej.
Libertarianin jest również autorem Speaking of Liberty, zbioru komentarzy publikowanych na stronie internetowej, a także z ramienia Instytutu Misesa wydawcą Journal of Libertarian Studies.
Jest także wiceprezydentem Center of Libertarian Studies oraz wydawcą politycznego webloga LewRockwell.com.
Był uczniem Murraya Rothbarda, z którym przyjaźnił się od 1975 roku aż do jego śmierci w 1995 roku.
Rockwell reprezentował w libertarianizmie ruch paleolibertariański (to on był twórcą tego terminu). Łączył anarchokapitalizm w kwestiach politycznych i gospodarczych, przy umiarkowanym konserwatyzmie kulturowym, jak jednak przyznał w wywiadzie dla The Liberal Post, termin „paleolibertarianizm" zatracił swoje znaczenie, zaczął oznaczać coś na kształt „konserwatywnego libertarianina", wbrew intencjom ojców ruchu.